# Begonia cyathophora
Begonia cyathophora là một loài thực vật có hoa trong họ Thu hải đường. Loài này được Poepp. & Endl. mô tả khoa học đầu tiên năm 1835.